# Dynamex B
Dynamex B – szwedzki plastyczny materiał wybuchowy. Przy gęstości 1,4 kg/dm³ posiada prędkość detonacji równą 5000 m/s.